# Aeroportul Nelson Lagoon
Aeroportul Nelson Lagoon (IATA: NLG, ICAO: PAOU, FAA LID: OUL) este un aeroport din Alaska, Statele Unite ale Americii ce deservește zona Nelson Lagoon⁠(d). Aeroportul a fost tranzitat în 2019 de 688 de pasageri. A fost numit după zona deservită.
Situat la o altitudine de 4 m, aeroportul dispune de 1 pistă. Este operat de Alaska Department of Transportation & Public Facilities⁠(d).

## Infrastructură

### Piste
Aeroportul dispune de o singură pistă. Pista 08/26 are dimensiunile 4.003 picioare × 75 picioare. 